# 도요사토촌 (이바라키현)
도요사토촌(豊郷村)은 이바라키현 가시마군에 일찍이 존재했던 촌이다.

## 지리
- 현재의 가시마시에 해당한다.
- 촌은 기타우라호의 동쪽 해안에 위치해 있다.

## 역사
- 1889년 4월 1일 - 정촌제 시행에 의해 가시마군 도요사토촌이 성립하였다.
- 1954년 9월 15일 - 가시마정, 다카마쓰촌, 도요쓰촌, 나미노촌과 함께 합병해 가시마정이 성립하여, 도요사토촌은 소멸하였다.
- 1995년 9월 1일 -  가시마 군 가시마 정이 오노 촌을 편입, 鹿島에서 鹿嶋로 개칭, 시로 승격해 성립하였다.

## 인구
| 1891년 | 1,226 |
| 1920년 | 1,332 |
| 1935년 | 1,370 |
| 1950년 | 1,693 |

## 참고문헌
- 『鹿島町史 第3巻』、鹿島町、1981年
- 『鹿島町史 第4巻』、鹿島町、1984年
- 鹿島町史編さん委員会編『鹿島町史 第5巻』、鹿嶋市、1997年
- 角川日本地名大辞典編纂委員会『가도카와 일본 지명 대사전 8 茨城県』、가도카와 쇼텐、1983年 ISBN 4040010809